# Черчесов, Георгий Ефимович
Гео́ргий Ефи́мович Черче́сов (осет. Черчесты Георгийы; род. 27 октября 1934, Орджоникидзе — 11 декабря 1996, Владикавказ) — советский деятель культуры, писатель и государственный деятель.

## Биография
Родился в семье служащих. В 1959 году окончил факультет журналистики Московского государственного университета.
В том же году вернулся в свою любимую Осетию, хотя имел возможность остаться в Москве. Он начал работать корреспондентом в редакции Правобережной районной газеты «Ленинская правда», а с 1960 по 1966 г. — редактором, старшим редактором и главным редактором Комитета по радиовещанию и телевидению Северо-Осетинской АССР. С начала трудовой деятельности Георгий Ефимович отлично справлялся с профессиональными обязанностями, прошел все ступени профессионального роста от корреспондента до главного редактора. Собирал исторический фольклорный материал, подготовил различные репортажи, очерки. зарисовки о земляках, прославивших нашу Осетию. Особо благодарны читатели Осетии за книгу о легендарном земляке И. А. Плиеве, в которой Г. Черчесов дал достойный отпор клеветникам и очернителям памяти И. А. Плиева, обвинявшим его в трагедии города Новочеркасска в 1962 г.
Позже, с 1966 по 1976 гг. занимал ответственные должности в Северо-Осетинском обкоме КПСС.
Более восьми лет возглавлял Министерство культуры Северо-Осетинской АССР. Был принципиальным, инициативным. ответственным и требовательным работником. Особый интерес Георгий Ефимович проявлял к проблемам осетинской культуры, искусства, традициям и обычаям осетинского народа. С особой теплотой и пониманием относился к работникам библиотек, знал значимость их роли в обществе. Он делал все возможное для улучшения материального положения библиотек. Черчесов часто посещал научную библиотеку им. С. М. Кирова и принимал активное участие во всех мероприятиях- вечерах, читательских конференциях. Большое внимание уделял печати, телевидению и радио, творческим Союзам. В этот период он одновременно с государственной службой активно занимался литературным творчеством. Он автор многих интересных произведений, которые полюбились читателям, многие из них изданы в Москве стотысячными тиражами.
Г. Е. Черчесов являлся членом Союза журналистов СССР.
Избирался депутатом Орджоникидзевского горсовета, а в 1980 г. депутатом Верховного Совета Северо-Осетинской АССР.
Последние годы жизни с 1990 по 1995 гг. работал заведующим отделом Верховного Совета Северной Осетии.
Черчесов Г. Е. был внимательным, заботливым мужем и отцом, воспитал достойного сына. Алан Георгиевич Черчесов известный российский писатель, кандидат филологических наук, доцент. Организатор и участник международных, всероссийских и региональных научных симпозиумов и конференций. Участник международных писательских фестивалей.
Умер Георгий Ефимович Черчесов 11 декабря 1996 года, похоронен в г. Владикавказе.

## Награды
- Медаль «За освоение новых земель» (1956)
- Медаль «Ветеран труда» (1987)
- Почётные грамоты ВС Северо-Осетинской АССР (1961, 1964, 1984)
- Заслуженный деятель искусств Северной Осетии (1994).